# Szalagos szerecsenkata
A szalagos szerecsenkata (Chilocorus bipustulatus) a katicabogárfélék családjába tartozó, Európában, Nyugat-Ázsiában és Észak-Afrikában őshonos, pajzs- és levéltetvekkel táplálkozó bogárfaj.  

## Megjelenése
A szalagos szerecsenkata testhossza 2,5-4 mm, teste majdnem kerek, a testvég felé kissé keskenyedő széles tojásdad alakú. Erősen domború, fényes szárnyfedőinek színe fekete vagy sötétbarna, mindkettőn vízszintes elrendezésű 2 vagy 3 vörös pöttyel, amelyek gyakran szalagszerűen összeolvadnak. Feje, csápjai, lábai, hasi oldalának alsó része vöröses. Fekete szemei a fej két oldalán helyezkednek el. Csápjai nyolcízűek. 
Fekete vagy sötétbarna lárvja kifejletten eléri az 5 mm-es hosszt. Potrohán kitinszőrök találhatók, az első potrohszelvény piszkosfehér. 

## Elterjedése
Európában, Nyugat-Ázsiában és Észak-Afrikában őshonos, elsősorban a Mediterráneumban tömeges. Magyarországon elterjedt, helyenként gyakori. Szándékosan vagy véletlenül több más kontinensre (Észak- és Dél-Amerika, Új-Zéland, Dél-Afrika) is átvitték. 

## Életmódja
Az imágók májustól novemberig figyelhetők meg. Főleg a lombos fák, cserjék, bokrok (ritkábban tűlevelűek) lombjai között tartózkodik. Ragadozó; mind a lárvák, mind az imágók pajzstetvekkel és levéltetvekkel táplálkoznak. Közép-Európában évente két, délebbre három vagy akár több nemzedéke fejlődik ki. A vegetációs periódus második felében az imágók száma jelentősen megnő. Az avarban vagy kéregrepedésekben telel át. A szárazságot jól viseli, de a hideg éghajlatot rosszul tűri, a fagyos teleken jelentős részük elpusztul. 
Számos országban (pl. Belgium, Franciaország, Görögország, Olaszország, Izrael, Törökország) kísérleteznek a szalagos szerecsenkata biológiai növényvédelemben való felhasználásával, elsősorban a pajzstetvek ellen vetik be őket.   

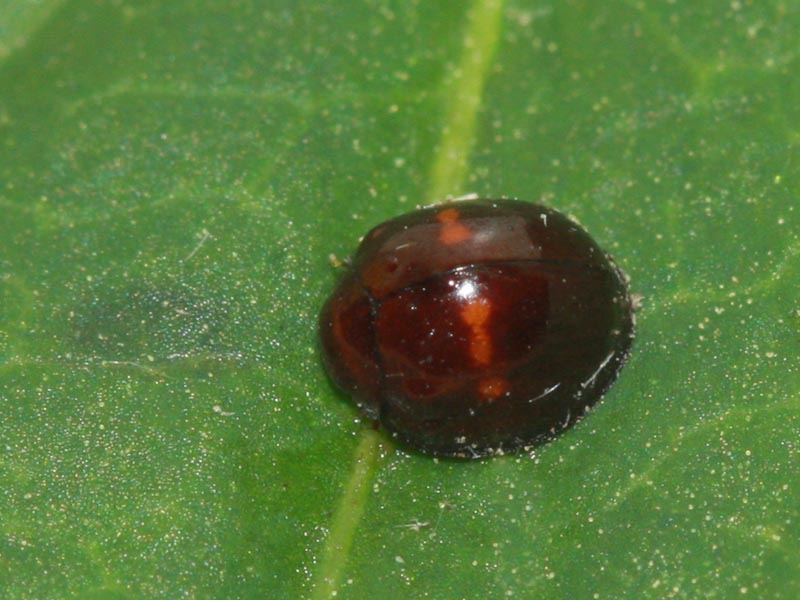
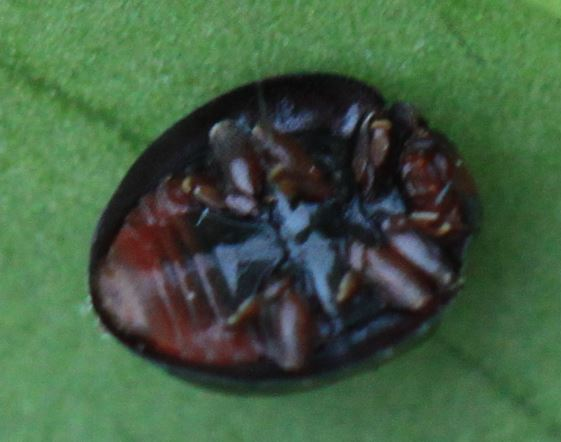
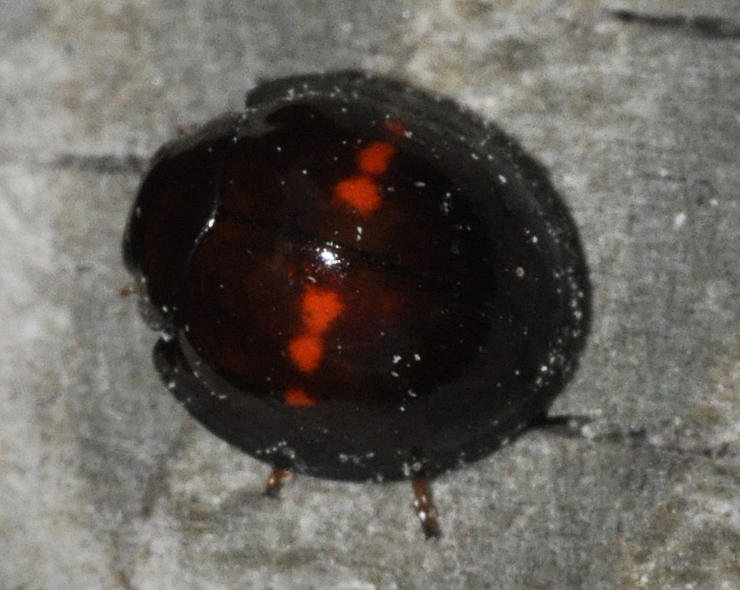
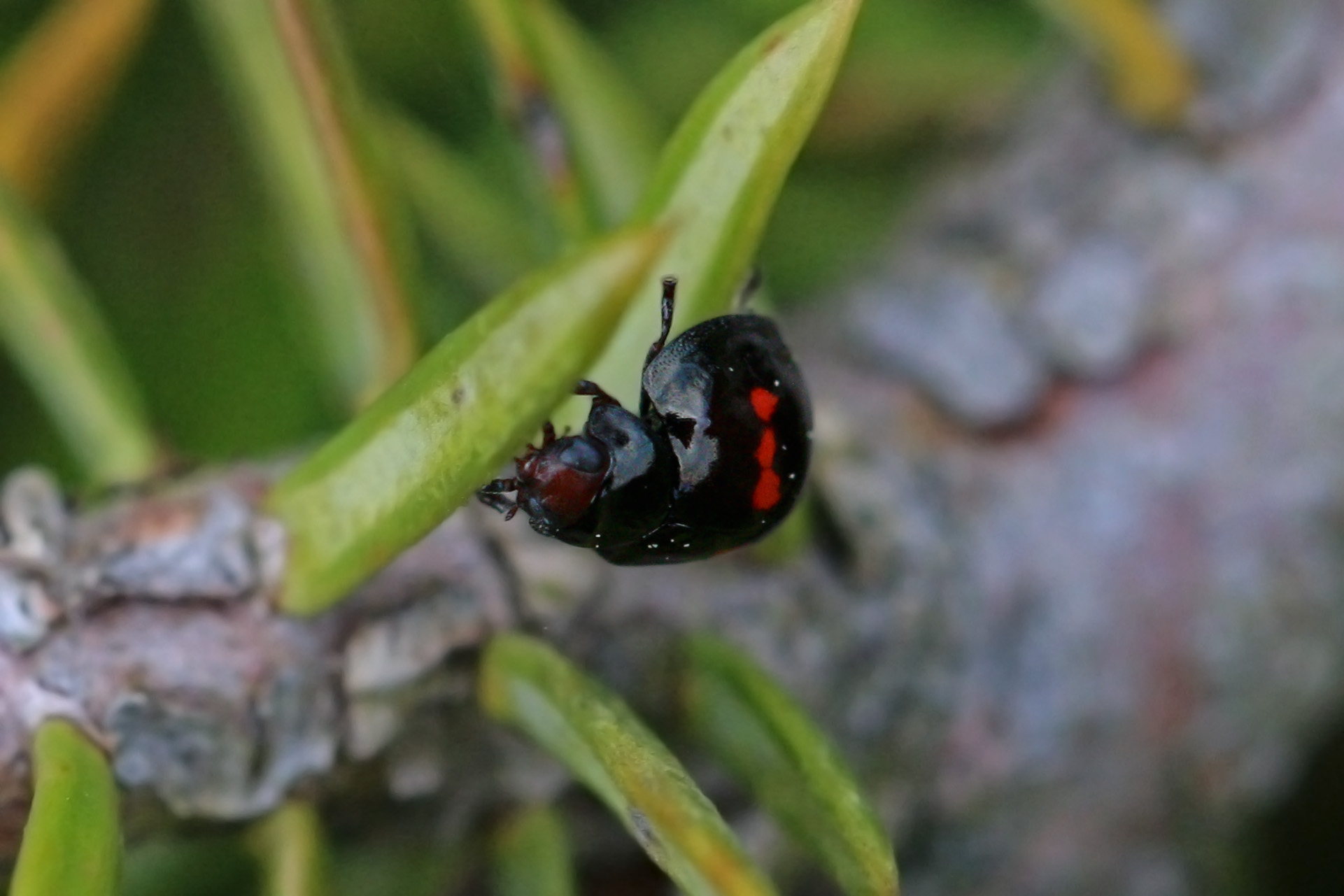
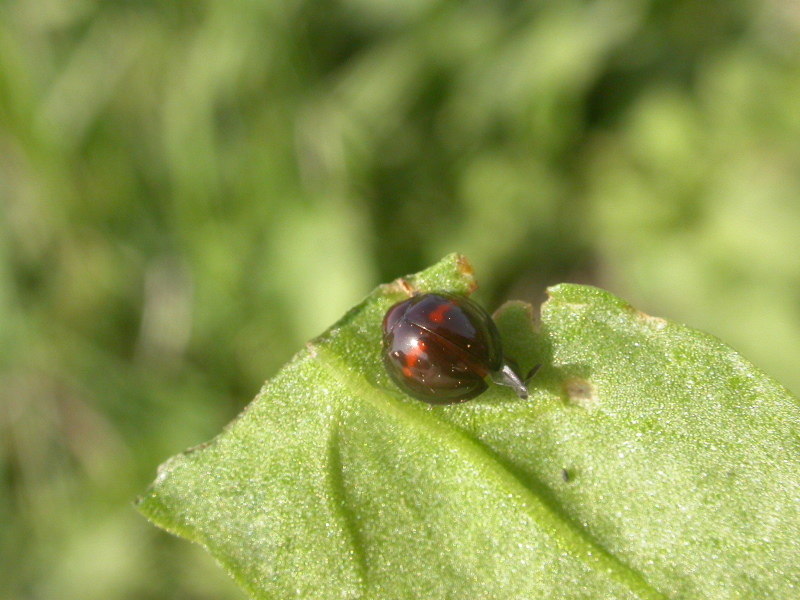